# Severobulgarska 1942
La Severobulgarska 1942 fu la 18ª edizione della massima serie del campionato di calcio bulgaro concluso con la vittoria dello Levski Sofia, al suo terzo titolo.

## Formula
Come nella stagione precedente venne disputata una prima fase regionale. I 19 comitati (alcuni dei quali comprendenti territori appena conquistati dalla Bulgaria nell'ambito della seconda guerra mondiale) organizzarono il proprio girone al termine del quale il vincitore (o più squadre in alcuni e nessuna in quelli meno competitivi) fu ammesso alle finali nazionali.
Le 22 squadre ammesse disputarono la fase ad eliminazione diretta con partite di sola andata nei primi due turni e con andata e ritorno nei rimanenti.

## Fase finale

### Primo turno
ZhSK Ruse e Makedonia Skopje furono ammesse direttamente al turno successivo.
| Squadra 1                  | Risultato | Squadra 2                    |
| -------------------------- | --------- | ---------------------------- |
| Tiča Varna                 | 4 - 0     | Car Boris III Dobrič         |
| Han Kubrat Popovo          | 1 - 2     | Pobeda Varna                 |
| Knjaginija Maria Luisa Lom | 3 - 1     | Botev Sofia                  |
| Atletik Dupnica            | 1 - 0     | Knjaz Kiril Preslavski Sofia |
| PFC Botev Plovdiv          | 2 - 5     | PFC Levski Sofia             |
| Botev Haskovo              | 1 - 4     | Sportklub Plovdiv            |
| SP 39 Pleven               | 0 - 1     | ZhSK Sofia                   |
| PFC Slavia Sofia           | 6 - 0     | Georgi Dražev Jambol         |
| ŽSK Skopie                 | 8 - 0     | Goce Delčev Prilep           |
| Makedonija Bitolija        | 4 - 1     | Vardar Skopie                |

### Secondo turno
| Squadra 1         | Risultato | Squadra 2                 |
| ----------------- | --------- | ------------------------- |
| PFC Slavia Sofia  | 1 - 0     | Makedonia Bitolya         |
| Ticha Varna       | 4 - 0     | ŽSK Ruse                  |
| ŽSK Sofia         | 3 - 0     | ŽSK Skopie                |
| PFC Levski Sofia  | 5 - 2     | Atletik Dupnica           |
| Sportklub Plovdiv | 0 - 2     | Makedonija Skopje         |
| Pobeda Varna      | 4 - 0     | Knjaginja Maria Luisa Lom |

### Terzo turno
| Squadra 1         | Totale | Squadra 2        | Andata | Ritorno   |
| ----------------- | ------ | ---------------- | ------ | --------- |
| PFC Levski Sofia  | 6 - 0  | Ticha Varna      | 4 - 0  | 2 - 0     |
| Pobeda Varna      | 2 - 4  | PFC Slavia Sofia | 1 - 1  | 1 - 3 dts |
| Makedonija Skopje | 6 - 1  | ŽSK Sofia        | 3 - 1  | 3 - 0     |

### Semifinali
Il Levski Sofia fu ammesso direttamente alla finale.
| Squadra 1         | Totale | Squadra 2        | Andata | Ritorno |
| ----------------- | ------ | ---------------- | ------ | ------- |
| Makedonija Skopje | 5 - 4  | PFC Slavia Sofia | 5 - 1  | 0 - 3   |

### Finale
La partita di andata venne disputata il 11 a Skopje e quella di ritorno il 18 ottobre 1942 a Sofia.
| Skopje 11 ottobre 1942 | Makedonija Skopje | 0 – 2 | PFC Levski Sofia |  |

| Sofia 18 ottobre 1942 | PFC Levski Sofia | 1 – 0 | Makedonija Skopje |  |

## Verdetti
- Levski Sofia Campione di Bulgaria 1942